# Péritonite
 Mise en garde médicale
La péritonite est l’inflammation du péritoine. La péritonite est une infection assez grave qui peut déboucher sur la mort si elle n’est pas traitée, car la surface péritonéale est interne ; les conséquences locales et générales sont donc très rapides. De par le risque de septicémie, la péritonite est une urgence chirurgicale mettant en jeu le pronostic vital.
L’infection provient d’une suppuration ou d’une perforation du tube digestif permettant à des bactéries d’atteindre le péritoine. En fonction des moyens locaux et généraux de défense, trois évolutions sont possibles : la guérison, l’abcès ou la péritonite.

## Le syndrome péritonéal aigu

### Signes fonctionnels
- Douleur abdominale d’installation brutale, dont le siège est fonction de la cause. Dans certains cas, on peut observer une irradiation scapulaire (douleur projetée dans la région de l’omoplate), mais le plus souvent cette douleur n’irradie pas. Douleur très intense, sévère, continue et exacerbée par tous les mouvements[2].
- Vomissements très fréquents.
- Arrêt du transit intestinal inconstant.
- Diarrhée.
- Grande fatigue.

### Signes généraux
- Fièvre > 38,5 °C, en fonction de la cause et de l’ancienneté de la péritonite.
- Augmentation du pouls, pression artérielle normale ou basse.
- Altération de l'état général.

### Signes physiques
- auscultation : abolition des bruits intestinaux normaux ;
- inspection : le malade est pâle et figé, avec un faciès péritonéal, il a constamment soif et on n’observe pas de respiration abdominale (soulèvement de l'abdomen lors des mouvements respiratoires) ;
- palpation : le maître symptôme de la péritonite est la contracture abdominale qui est une manifestation involontaire de la paroi abdominale la rendant rigide (« ventre de bois »)[1], tonique grâce à la musculature abdominale, permanente, invincible et douloureuse ; mais c’est un signe inconstant, la défense péritonéale étant plus fréquente[3] ;
- percussion : matité ou tympanisme ;
- touchers pelviens : douleur vive, nette et exacerbée (dite exquise)[5],[Note 1] du cul-de-sac de Douglas. Il peut y avoir aussi d'énormes douleurs dans le bas du ventre.

### Examens

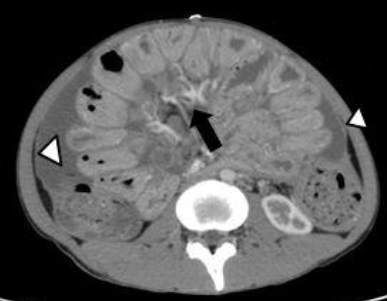
Carcinomatose péritonéale : examen illustré des résultats de la tomodensitométrie ou scanographie.

- biologie : hyperleucocytose et signes d’hémoconcentration ;
- radiographie : sur un cliché abdomen sans préparation (si possible en position debout ou assise, au pire en décubitus latéral, le patient étant allongé sur le côté) on pourra observer l’existence d’un épanchement aérique ou pneumopéritoine caractérisé par la présence d’air sous les coupoles diaphragmatiques. On pourra parfois aussi voir l’existence d’un syndrome occlusif paralytique caractérisé par une distension hydro-aérique de l’ensemble du tube digestif et/ou des niveaux liquides dans les anses digestives (images rectilignes horizontales, témoin de l’interface liquide-air et qui ne sont pas visualisées chez le sujet sain en raison du brassage permanent du contenu de l’intestin) ;
- échographie, scanner : non indiqués pour le diagnostic des péritonites, peuvent cependant apporter des renseignements quant à leur cause[6].

### Formes cliniques
- La périhépatite est une péritonite localisée autour du foie.

## Causes

### Péritonite primitive
Infection spontanée par translocation d'un germe vers le péritoine sans perforation d'un organe creux intra-abdominal : 
- infection du liquide d'ascite[6] lors d'une cirrhose.
- péritonite de l'hémodialysé
- péritonite à pneumocoque

### Péritonite secondaire
Il s'agit des causes de loin les plus fréquentes, elles sont dues à la perforation d'un organe creux intra-abdominal :
- appendice perforé[2] ;
- sigmoïdite; sigmoïde du côlon perforé[1] ;
- perforation d'un ulcère gastro-duodénal[3],[7] ;
- perforation du grêle lors d'une maladie de Crohn ou d'un infarctus mésentérique[1],[2] ;
- cholecystite; vésicule biliaire perforée[2] ;
- infections gynécologiques compliquées[7] ;
- à la suite d'une plaie pénétrante abdominale ;
- infections à entérocoque[8].

Il existe également des péritonites dites tertiaires, qui correspondent à des infections intra-abdominales persistantes après traitement et fréquemment associées à des défaillances multi-viscérales. Elles sont habituellement causées par des micro-organismes fongiques ou des bactéries multi-résistantes et sont de mauvais pronostic.

## Traitement
Le traitement est avant tout chirurgical, associé à une réanimation adéquate. Un traitement médical isolé avec uniquement une antibiothérapie reste une exception, dans les cas sans rupture viscérale (dictionnaire des maladies à l'usage des professions de santé). Il faut y associer le traitement de la cause.
Le traitement chirurgical privilégie la laparotomie médiane (bien que des techniques cœlioscopiques restent envisageables en fonction des contextes). Il est d'usage d'avoir recours à une exploration complète de l'abdomen à la recherche d'étiologie si cette dernière n'était pas déjà clairement objectivée, de pratiquer des prélèvements à but microbiologique (pour adapter l'antibiothérapie si celle-ci est nécessaire), et de traiter la cause (appendicectomie, sigmoïdectomie, suture d'un ulcère…). La chirurgie est conclue par un lavage abondant et une fermeture adéquate.

## Morts célèbres
- 1527 : Nicolas Machiavel (à 58 ans), penseur humaniste florentin de la Renaissance[9] ;
- 1670 : Henriette d'Angleterre (à 26 ans), décédée d'une péritonite ou d'un ulcère perforé[10].
- 1754 : Alexandrine Le Normant d'Étiolles (à 9 ans), fille de Madame de Pompadour[11].
- 1795 : Louis-Charles de France (à 10 ans), héritier de la couronne de France[12] ;
- 1879 : Octave Crémazie (à 51 ans), libraire, poète et écrivain québécois[13] ;
- 1900 : Piet Joubert (à 66 ans), commandant-général des Boers de la république sud-africaine du Transvaal[14] ;
- 1906 : Jean Lorrain (à 50 ans), écrivain français du mouvement poétique parnassien[15] ;
- 1921 : Virginia Rappe (à 30 ans), actrice de cinéma américaine au cœur de l'affaire Roscoe Arbuckle[16] ;
- 1922 : Hermann Rorschach (à 37 ans), psychiatre suisse et inventeur de l'examen psychologique de Rorschach[17] ;
- 1924 : Jack Darragh (à 34 ans), joueur de hockey sur glace canadien, vainqueur de quatre Coupes Stanley[18] ;
- 1926 : Harry Houdini (à 52 ans), illusionniste et escapologue américain d'origine hongroise[19] ;
- 1926 : Rudolph Valentino (à 31 ans), acteur américain populaire[20] ;
- 1928 : Agnès Souret (à 26 ans), mannequin et première Miss des élections de Miss France[21] ;
- 1941 : Sherwood Anderson (à 64 ans), écrivain américain mort d’une péritonite faisant suite à l’ingestion d’un cure-dent tombé dans son verre de Martini[22] ;
- 1970 : Pavel Beliaïev (à 44 ans), cosmonaute et pilote de chasse soviétique et commandant de mission de Voskhod 2.
- 2010 : Vladimir Arnold (à 72 ans), considéré comme l'un des plus grands mathématiciens du XXe siècle[23] ;
- 2013 : Christian Benítez (à 27 ans), footballeur équatorien[24] ;
- 2016 : Henry Worsley (à 55 ans), aventurier britannique[25].
- 2021 : Christophe Revault (à 49 ans), footballeur français[26].